# Municipio de Recovery
El municipio de Recovery (en inglés: Recovery Township) es un municipio ubicado en el condado de Mercer en el estado estadounidense de Ohio. En el año 2010 tenía una población de 1621 habitantes y una densidad poblacional de 25,71 personas por km².

## Geografía
El municipio de Recovery se encuentra ubicado en las coordenadas 40°26′24″N 84°44′30″O / 40.44000, -84.74167. Según la Oficina del Censo de los Estados Unidos, el municipio tiene una superficie total de 63.04 km², de la cual 62,9 km² corresponden a tierra firme y (0,22 %) 0,14 km² es agua.

## Demografía
Según el censo de 2010, había 1621 personas residiendo en el municipio de Recovery. La densidad de población era de 25,71 hab./km². De los 1621 habitantes, el municipio de Recovery estaba compuesto por el 97,84 % blancos, el 0,06 % eran afroamericanos, el 0,06 % eran asiáticos, el 0,49 % eran isleños del Pacífico, el 0,62 % eran de otras razas y el 0,93 % eran de una mezcla de razas. Del total de la población el 0,93 % eran hispanos o latinos de cualquier raza.